# Malms begravningsplats
Malms begravningsplats i Helsingfors invigdes den 10 november 1894. Med sina cirka 50000 gravar och en areal på 65 ha är den Finlands största begravningsplats.
Bland byggnaderna märks ett kapell ritat av Selim A. Lindqvist och uppfört åren 1921–1923, samt två krematorier: ett uppfört 1965 och ett som ritades av Rotko & Hytönen och färdigställdes 2007.
Mellan 1894 och 1954 gick ett stickspår från Malms järnvägsstation till begravningsplatsen. Det ägdes av Helsingfors evangelisk-lutherska församlingar.